# Ингалинское сельское поселение (Омская область)
Ингалинский сельский округ — сельский округ в Большереченском районе Омской области.
Административный центр — село Ингалы.

## История
В начале 1920-х годах был образован Ингалинский сельский совет Ингалинской волости, с 1924 года Большереченского района.
На 1926 год в состав сельского совета входили:
- деревня Ингалы;
- посёлок Милинский;
- выселок Советский.

В 1930—1934 годы к сельскому совету были присоединены часть Бугалинского и Моховоозёрского сельских советов.
В 1954 году к сельскому совету был присоединён Картовский сельский совет.
В 1969 году к сельскому совету был присоединён Старокарасукский сельский совет.
В 1977 году из сельского совета отошла часть к Старокарасукскому сельскому совету.

## Административное деление
| статус  | населённый пункт | год основания |
| ------- | ---------------- | ------------- |
| село    | Ингалы́           | 1600          |
| деревня | Боровя́нка        | 1754          |
| деревня | Ми́лино           | 1894          |
| деревня | Росто́вка         | 1894          |

## Население
| 2010  | 2011  | 2012  | 2013  | 2014  | 2015  | 2016  |
| ----- | ----- | ----- | ----- | ----- | ----- | ----- |
| 1352  | ↘1344 | ↘1301 | ↘1252 | ↘1242 | ↘1221 | ↘1195 |
| 2017  | 2018  | 2019  | 2020  | 2021  | 2023  |       |
| ↗1202 | ↘1171 | ↘1124 | ↘1085 | ↘943  | ↘904  |       |